# Слатиник-Дренський
45°23′ пн. ш. 18°14′ сх. д. / 45.39° пн. ш. 18.23° сх. д.
Слатиник-Дренський (хорв. Slatinik Drenjski) — населений пункт у Хорватії, в Осієцько-Баранській жупанії у складі громади Дренє.

## Населення
Населення за даними перепису 2011 року становило 289 осіб.
Динаміка чисельності населення поселення:

## Клімат
Середня річна температура становить 10,94 °C, середня максимальна – 25,02 °C, а середня мінімальна – -5,56 °C. Середня річна кількість опадів – 717 мм.
| Клімат поселення                              | Клімат поселення | Клімат поселення | Клімат поселення | Клімат поселення | Клімат поселення | Клімат поселення | Клімат поселення | Клімат поселення | Клімат поселення | Клімат поселення | Клімат поселення | Клімат поселення | Клімат поселення |
| Показник                                      | Січ.             | Лют.             | Бер.             | Квіт.            | Трав.            | Черв.            | Лип.             | Серп.            | Вер.             | Жовт.            | Лист.            | Груд.            |                  |
| Середній максимум, °C                         | 6,07             | 7,85             | 12,38            | 16,89            | 22,09            | 25,02            | 24,98            | 24,45            | 20,31            | 15,00            | 9,16             | 5,23             |                  |
| Середня температура, °C                       | 0,24             | 2,04             | 6,56             | 11,07            | 16,27            | 19,21            | 21,12            | 20,58            | 16,42            | 11,14            | 5,29             | 1,35             |                  |
| Середній мінімум, °C                          | −5,56            | −3,78            | 0,74             | 5,26             | 10,46            | 13,38            | 17,24            | 16,70            | 12,56            | 7,28             | 1,42             | −2,51            |                  |
| Норма опадів, мм                              | 45               | 43               | 42               | 54               | 67               | 93               | 66               | 63               | 53               | 63               | 71               | 57               |                  |
| Середньомісячна швидкість вітру, м/с          | 2.19             | 2.40             | 2.70             | 2.60             | 2.30             | 2.10             | 2.10             | 1.90             | 1.90             | 2.00             | 2.12             | 2.21             |                  |
| Середньомісячна сонячна радіація, кДж/м²·день | 4280             | 6970             | 10913            | 15324            | 19218            | 21225            | 22118            | 20334            | 14981            | 9342             | 4853             | 3623             |                  |
| --------------------------------------------- | ---------------- | ---------------- | ---------------- | ---------------- | ---------------- | ---------------- | ---------------- | ---------------- | ---------------- | ---------------- | ---------------- | ---------------- | ---------------- |
| Джерело:                                      |                  |                  |                  |                  |                  |                  |                  |                  |                  |                  |                  |                  |                  |